# ویلیام بلیک ریچموند
ویلیام بلِیک ریچموند (انگلیسی: William Blake Richmond؛ 29th November 1842 – ۱۱ فوریهٔ ۱۹۲۱) نقاش پرتره، تندیسگر و طراح و تزئین‌گر شیشه رنگی و موزاییک اهل پادشاهی متحد بریتانیای کبیر و ایرلند بود.
او برندهٔ جوایزی همچون نشان حمام شده‌است.

## نگارخانه

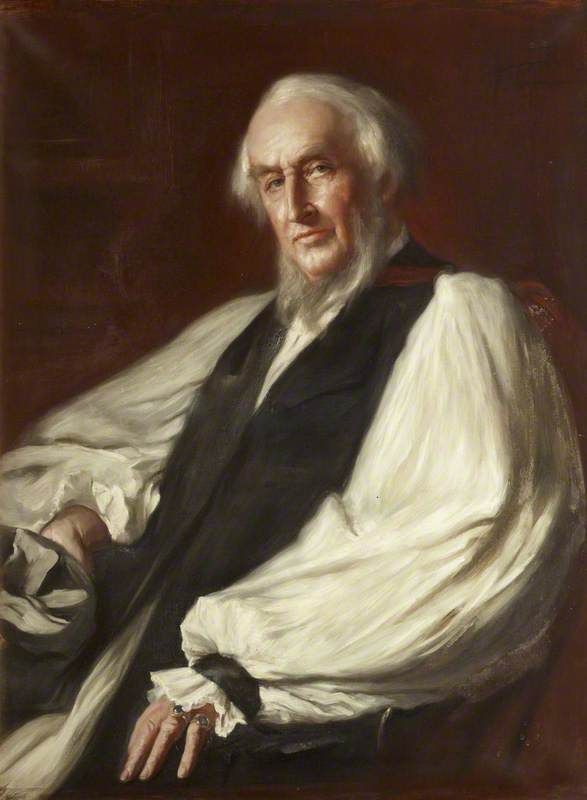
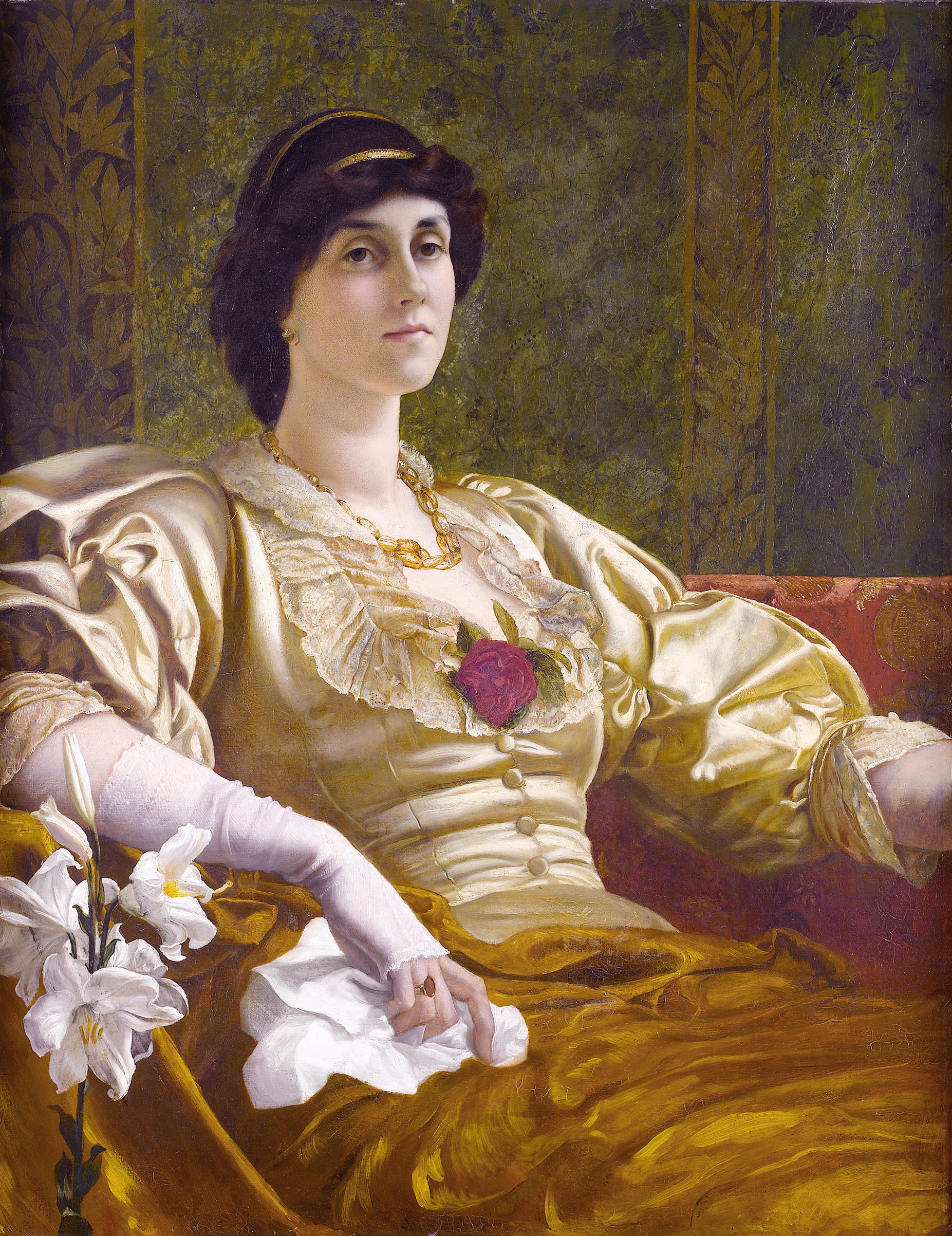
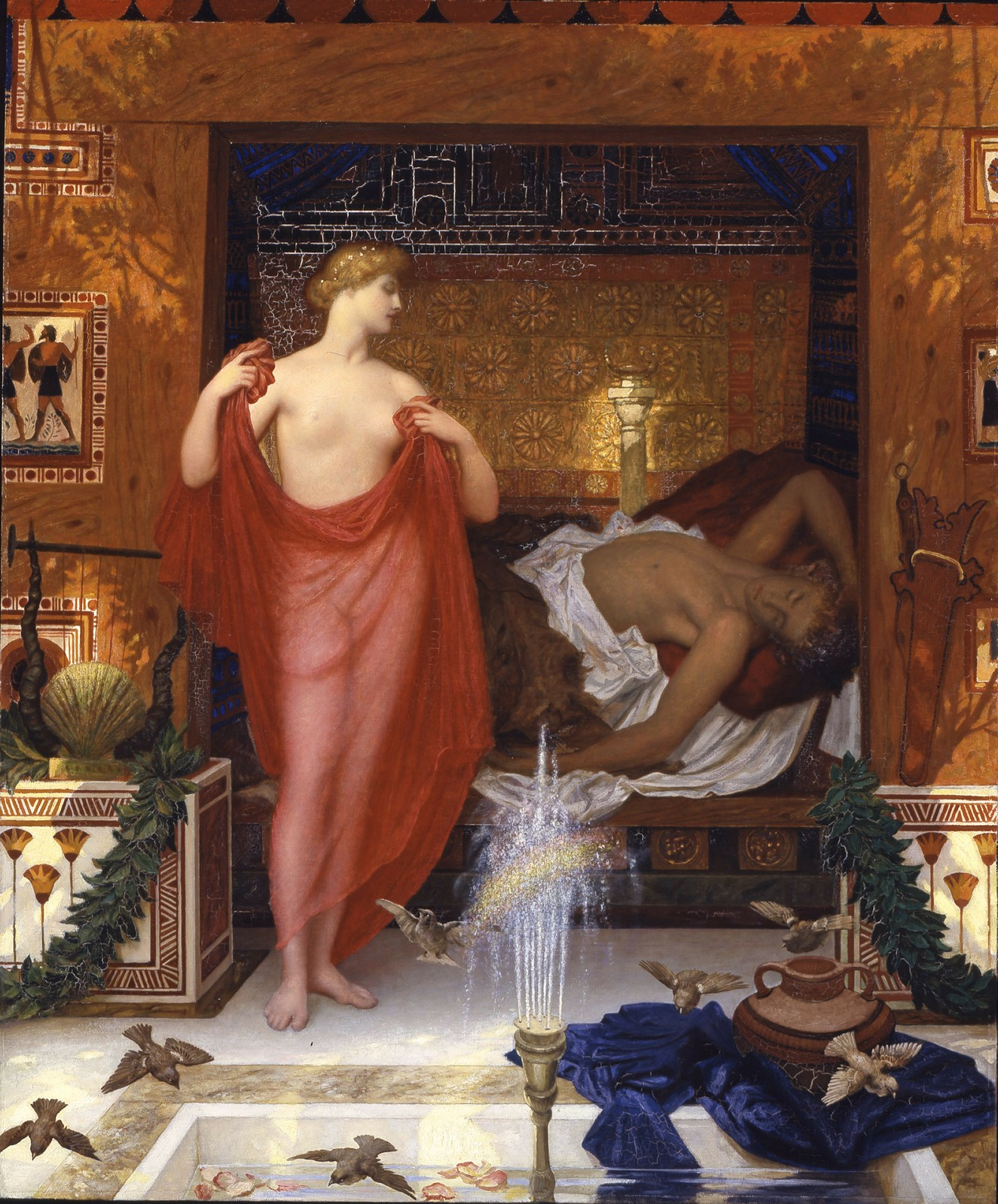
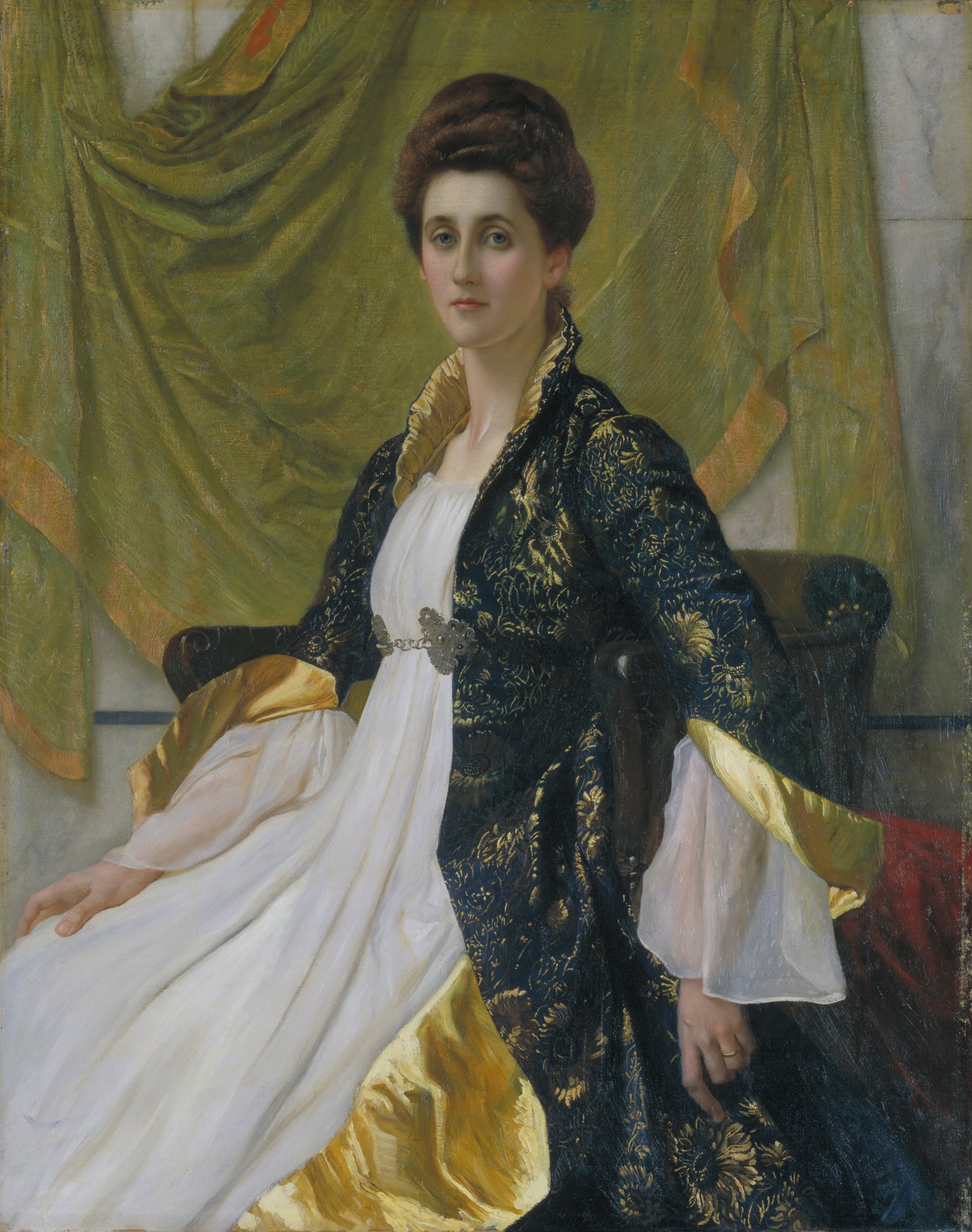
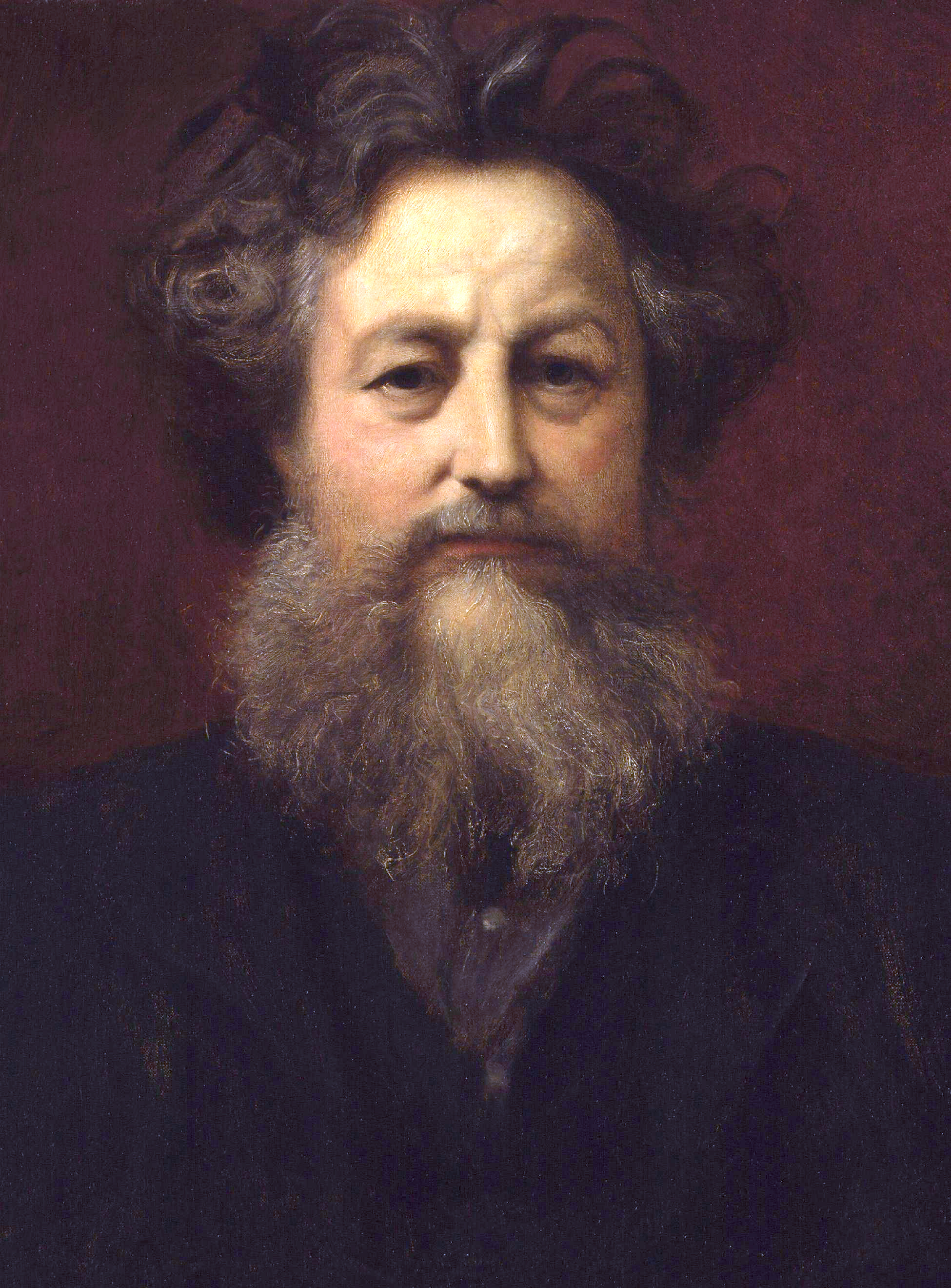
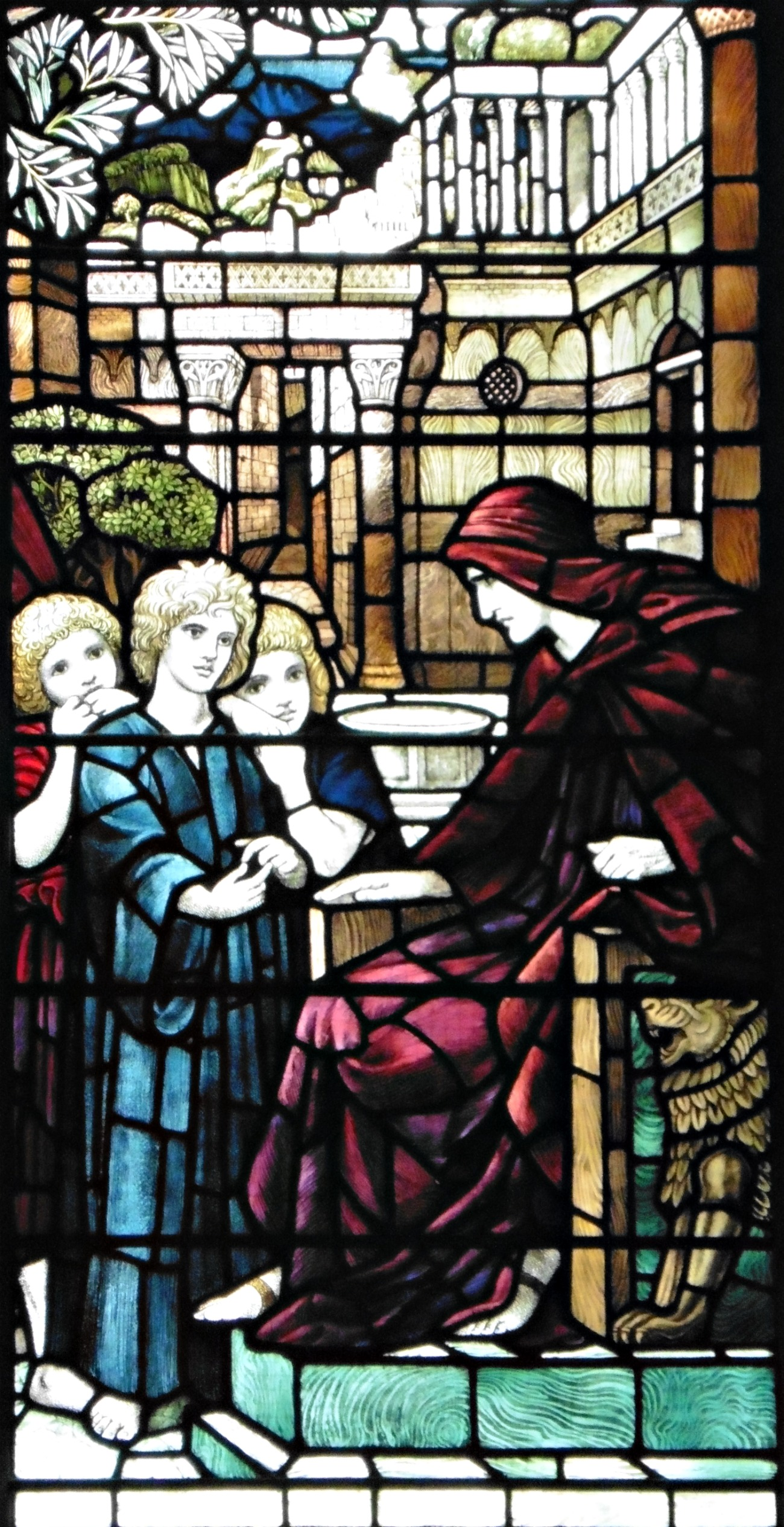
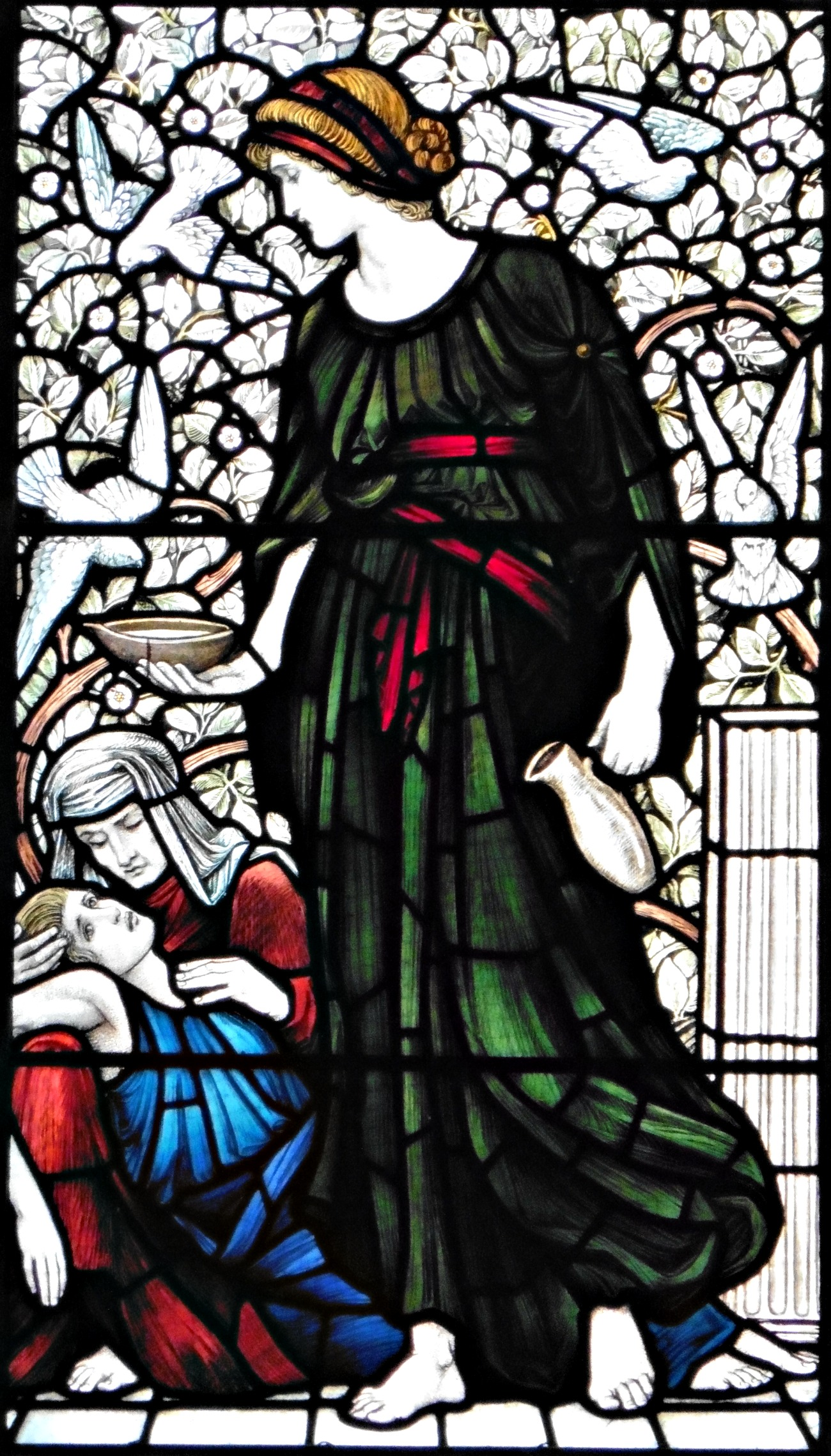
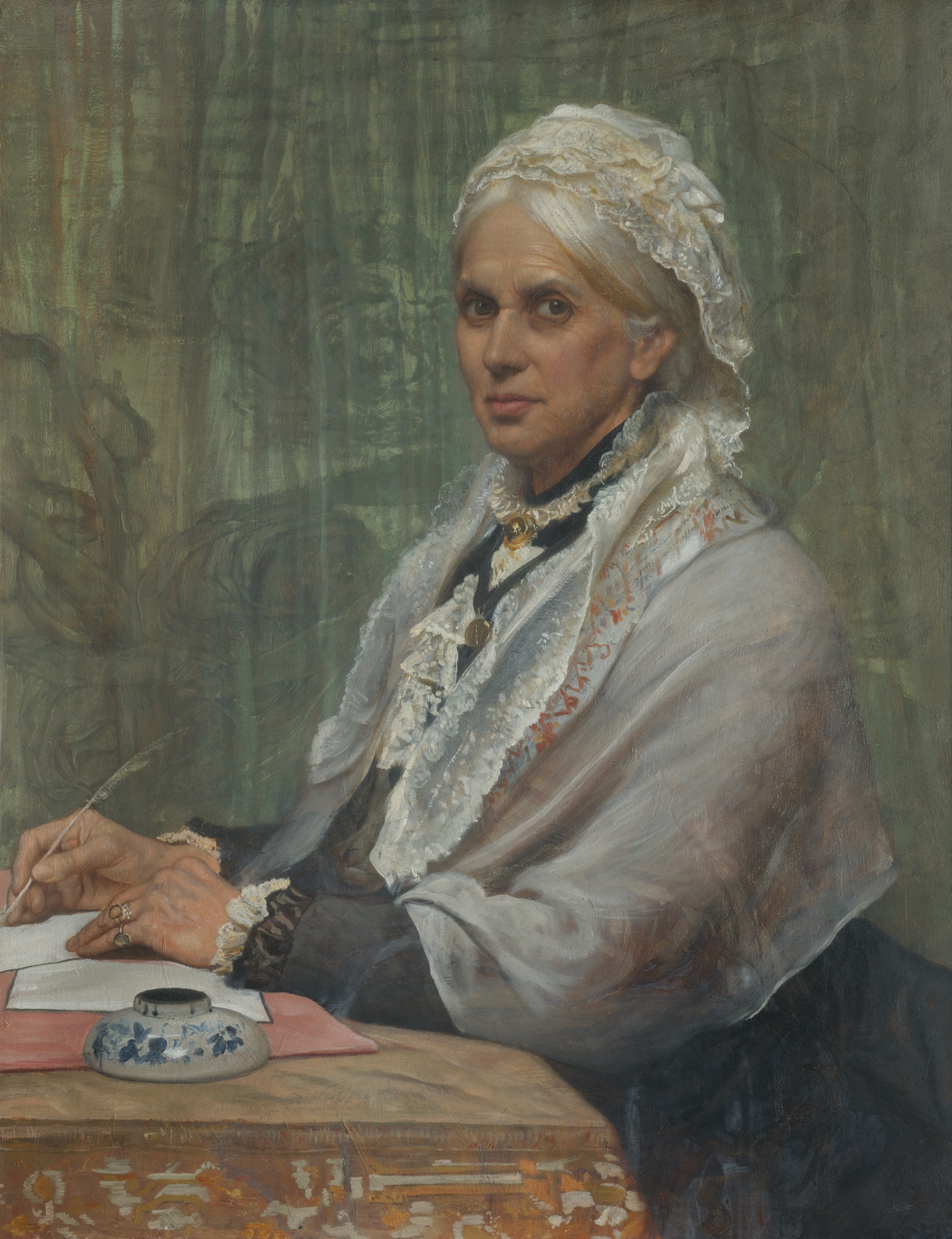